# Sông Sankuru

Sông Sankuru có màu đỏ

Sankuru là một sông chính tại Cộng hòa Dân chủ Congo. Sông có chiều dài xấp xỉ 1.230 km và là chi lưu dài nhất của sông Kasai.
Tại vùng thượng du, sông cũng được gọi là Lubilanji. Sông chảy theo hướng bắc và sau đó chuyển hướng tây qua một vài thị trấn, đáng chú ý là Mbuji-Mayi và Lusambo. Sau đó, sông hợp lưu vào Kasai gần Bena-Bendi, tại 4°17′N 20°25′Đ / 4,283°N 20,417°Đ.